# Мхадере Тигабе
Мхадере Тигабе (на английски: Mhadere Tigabe) е етиопски модел, избрана за титуляр на конкурса за красота в Етиопия, Мис Вселена Етиопия 2013.
В конкурса за красота, проведен на 20 септември 2013 година, е избрана за Мис Вселена Етиопия 2013 измежду 14 претендентки за титлата. Тя представлява Етиопия на конкурса Мис Вселена 2013, проведен на 9 ноември 2013 в Москва, Русия.